# Sjarhej Simzou
Sjarhej Simzou (belarussisch Сяргей Сімцоў, engl. Transkription Siarhey Simtsou; * 3. Februar 1981 in Wizebsk) ist ein belarussischer Biathlet.
Sjarhej Simzou lebt in Wizebsk. Er begann 1999 mit dem Biathlonsport und wird von Sergei Winogradow trainiert. Seit 2006 gehört der für den Verein der Belarussischen Handelsorganisation startende Athlet dem Nationalkader seines Landes an. 2001 nahm er in Chanty-Mansijsk an den Junioren-Weltmeisterschaften teil und wurde 16. des Einzels, 57. des Sprints und 13. mit der Staffel. Erst 2006 folgten weitere internationale Einsätze. In Andermatt nahm er an der Militär-Skiweltmeisterschaft 2006 teil und wurde 47. des Sprints. Es folgten die Sommerbiathlon-Weltmeisterschaften 2006 in Ufa. Bei den Crosslauf-Rennen wurde er 12. im Sprint und 15. der Verfolgung, auf Skirollern Siebter im Sprintrennen. Seit der Saison 2006/07 nimmt Simzou an Rennen des Europacups (später IBU-Cup) teil. Bei seinem ersten Sprint in Obertilliach wurde er 52., 2007 gewann er in Geilo als 37. eines Sprints erste Punkte. Bestes Ergebnis ist bislang ein 2007 in Obertilliach erreichter 12. Rang in einem Einzel. Bei der Winter-Universiade 2007 von Turin kam der Belarusse auf den olympischen Strecken von Cesana San Sicario auf Platz elf im Sprint, 14 im Einzel und Verfolger sowie zehn im Massenstart und gewann mit Sjarhej Nowikau, Uladsimir Miklascheuski und Wital Perzau den Titel im Staffelrennen. Bei den Biathlon-Europameisterschaften 2008 in Nové Město na Moravě wurde er 39. des Einzels und mit Nowikau, Aljaksandr Syman und Rustam Waliullin Staffel-Siebter.